# Кубок Іспанії з футболу 1912
Кубок Іспанії з футболу 1912 — 11-й розіграш кубкового футбольного турніру в Іспанії. Титул вдруге здобула Барселона. 

## Календар
| Раунд      | Дата                       | Матчі | Клуби |
| ---------- | -------------------------- | ----- | ----- |
| 1/2 фіналу | 31 березня - 1 квітня 1912 | 2     | 4 → 2 |
| Фінал      | 7 квітня 1912              | 1     | 2 → 1 |

## 1/2 фіналу
| Команда 1           | Рахунок | Команда 2           |
| ------------------- | ------- | ------------------- |
| 31 березня 1912     |         |                     |
| Барселона           | 3:0     | Еспанья (Барселона) |
| 1 квітня 1912       |         |                     |
| Сосьєдад Хімнастіка | 4:2     | Ірун Спортінг Клуб  |

## Фінал
| 7 квітня 1912 |

| Барселона                | 2:0      | Сосьєдад Хімнастіка |
| ------------------------ | -------- | ------------------- |
| Массана 43' Родрігес 85' | Протокол |                     |

| Камп де ла Індустрія, Барселона Арбітр: Джон Гамільтон |